# Daewoo Magnus
Daewoo Magnus — седан середнього розміру, що був розроблений та випускався компанією Daewoo Motors до її покупки компанією General Motors, і який тепер виготовляється для GM Daewoo Auto & Technology (GMDAT) компанією Daewoo Incheon Motor Company на заводі в Інчхоні в Південній Кореї. 

## Опис

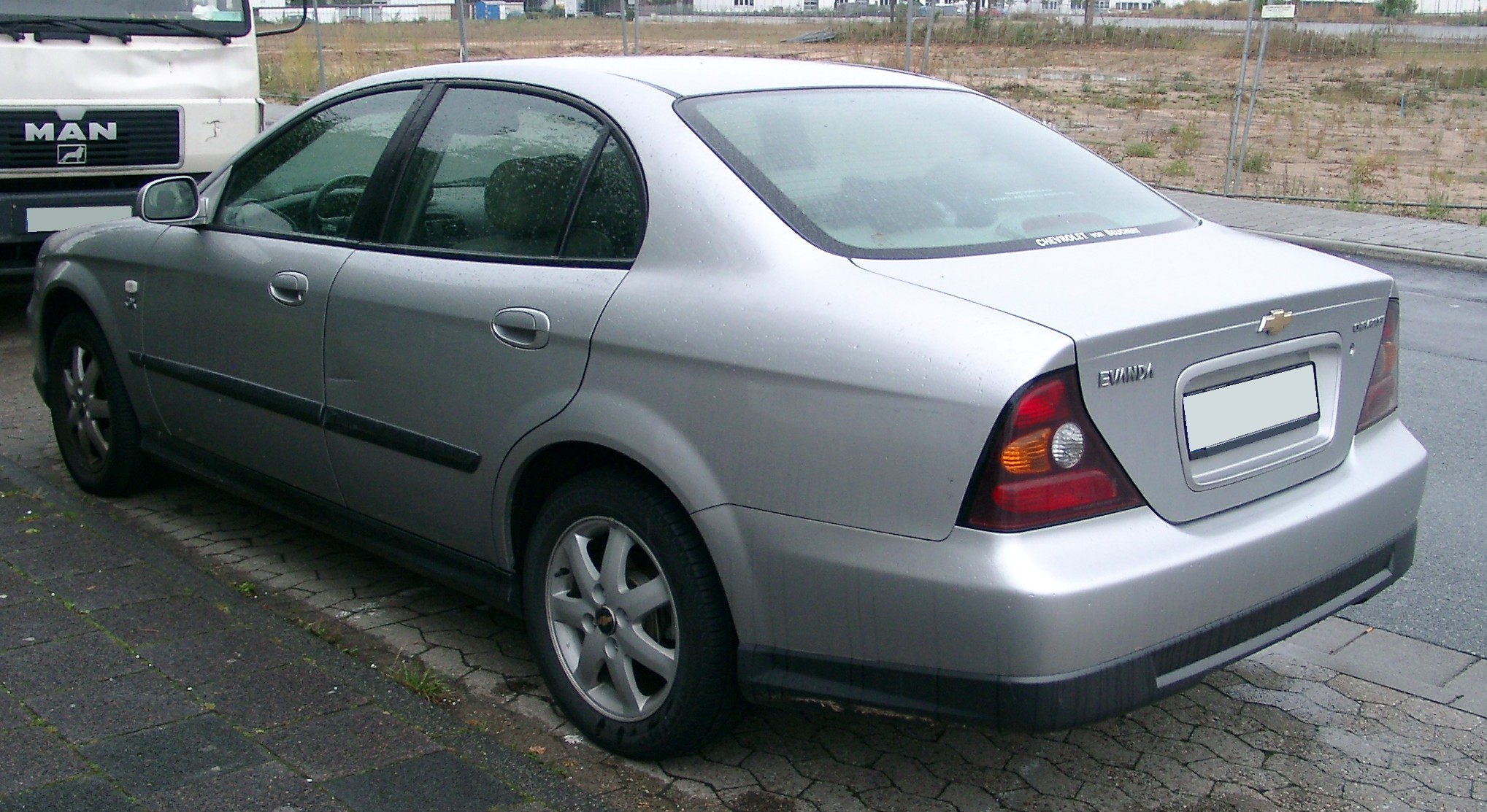
Chevrolet Evanda

GM Daewoo та інші підрозділи GM, а також Suzuki, акціонер GMDAT, постачали цей автомобіль на ринок в різних країнах під різними назвами. Автомобіль також відомий під його внутрішнім позначенням в Daewoo — V200.
V200 являє собою подальший розвиток Daewoo Leganza (модель V100), заснований на розтягнутій платформі цієї моделі. Запущений у 2000 році, він продавався разом з Leganza в Кореї до закінчення виробництва V100 у 2002 році — тоді він також замінив його на експортних ринках. Сам V200 був значно перероблений в 2006 році, в результаті чого з'явилася модель, відома як V250, або Daewoo Tosca в Кореї. V250 повністю витіснив усі версії V200 в 2006 році.

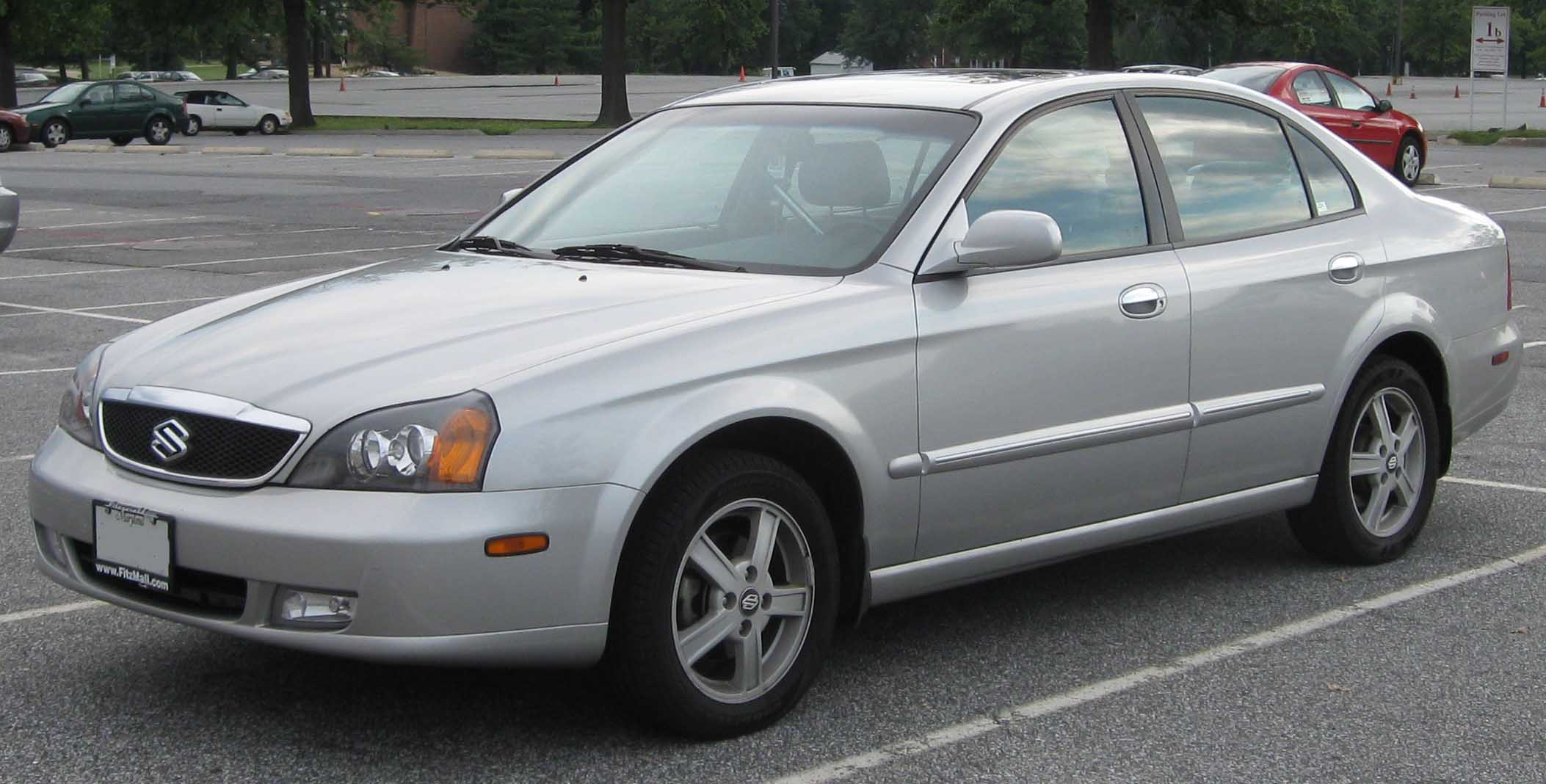
Suzuki Verona

Evanda поставляється разом з розробленим Daewoo рядним шестициліндровим двигуном XK6 (DOHC 24V, 155 к. с. (116 кВт) при 5800 оборотах на хвилину, 240 Н·м крутного моменту при 4000 оборотах на хвилину — канадська специфікація) або з розробленим Holden 2-літровим чотирициліндровим двигуном E-TEC II (DOHC 16V), перенесеним з Leganza. ItalDesign (Італія) був відповідальним за дизайн і конструкцію і Leganza, і Magnus. Дизайн V250 розроблявся вже в Кореї компанією GM Daewoo.

## V200 на експортних ринках
З 2000 до 2004 року V200 продавався як Daewoo Evanda в Західній Європі і як Chevrolet Evanda у багатьох країнах Східної Європи, де GM не використовувала бренд Daewoo, оскільки вироблені там старі моделі Daewoo все ще продавалися під цією маркою. Evanda замінила Leganza, а також Chevrolet Alero. Пізніше, в 2004 році, весь бренд Daewoo був замінений Chevrolet в Європі, і моделі були перейменовані відповідно.
Magnus також продавався як Suzuki Verona в США і як Chevrolet Epica в Канаді, Чилі та Китаї.

## Двигуни
- 2.0 л L34 I4
- 2.5 л XK6 I6